# Station Medan Pasar
Medan Pasar is een spoorwegstation in Medan; de hoofdstad van de Indonesische provincie Noord-Sumatra.

## Bestemmingen
- Putri Deli:  naar Station Tanjung Balai
- Siantar Ekspres:  naar Station Siantar